# 牛头人 (龙与地下城)
牛头人是角色扮演游戏《龙与地下城》的设定中一种经常和迷宫联系起来的虚构生物，也被称作牛头怪、米诺陶或弥诺陶洛斯（Minotaur）。

## 神话来源
Minotaur是一个复合词，由表示米诺斯的minos加上表示公牛的拉丁语taurus构成，直译意为“米诺斯的公牛”。在希腊神话中，米诺斯（Minos）是克里特之王，拥有一座迷宫。迷宫中关着一个牛头人身的怪物弥诺陶洛斯（Minotaur），每年要献童男童女来供它食用，直到最后弥诺陶洛斯被英雄忒修斯杀死。

## 外形特征
牛头人看上去像是一个拥有公牛头部的高大人类。成年牛头人直立时大约7英尺高（约2.1米），体重超过700磅（约320公斤），但一些牛头人可高达10 英尺。
牛头人全身长着厚厚的毛发，头上有一对巨大的牛角，不同的牛头人亚种之间，毛发的色泽和花纹、角的形状都存在着差异。
牛头人的双手和人类相似，手掌上有五个手指，拇指与其余四指相对，手指末端有尖爪。而双脚则和牛宽大平展的蹄子相似。。

## 生活习性
牛头人一般在有着错综复杂的洞穴和坑道的地底世界生活和建筑巢穴。他们具有极端的领土观念和破坏性，通常独自生活和狩猎。
牛头人甚至很难容忍其它牛头人，只有繁殖期间两只牛头人才能共同生活，而且一旦新生牛头人六个月左右断奶之时，父母双方就会为孩子的抚养权大打出手，失败的一方必须离开现有的巢穴继续独自生活。牛头人出生十八个月后就可以尝试独立觅食，通常在2岁左右就会被赶出家门独自生存。他们的自然死亡寿命是150～250年，但是绝大多数牛头人都不会刻意追求安逸生活。
牛头人是杂食动物，它们喜欢吃包括肉食和蔬菜的混合食物，但他们也非常乐意地吃掉任何胆敢闯入其迷宫的智能生物。

### 信仰
大部分牛头人崇拜角魔（the Horned One），在牛头人的传说中，他们是角魔按照自己的形象创造出来的一个种族。但牛头人牧师极其罕见，一般的牛头人也只是把神祇作为战斗时高呼的名号。

## 特殊能力和战术
牛头人虽然智力不高（在龙与地下城3版规则中，牛头人的智力是7，可以粗略的认为其智商在70左右（普通人类的智力在9-11之间）），但与生俱来就非常狡猾。他们拥有野兽般敏锐的直觉和丰富的战斗经验，随时都处在最佳的战斗状态，永远不会“措手不及”。由于天生具有强大的寻路能力，而且终日在迷宫中居住，所以牛头人不可能迷失方向，对法术“迷宫术”也完全免疫。
牛头人的侦察、聆听和搜索技能都很高，其嗅觉异常灵敏，甚至可以和猎犬媲美。所以想要偷偷的接近一个牛头人是非常困难的。
牛头人在战斗时通常首先低下头，向敌人猛冲过去，用牛角戳穿对手，然后挥舞武器（通常是大型的双刃斧）进行肉搏。
牛头人通常居住在自己建造的迷宫中，迷宫中常常布置着很多各式各样的陷阱，经验不足的冒险者可能在见到迷宫主人之前就死于致命的陷阱中。
牛头人说巨人语。

### 牛头人的迷宫
牛头人的一生和迷宫有着千丝万缕的联系，他们在迷宫中出生，在迷宫中长大，在迷宫中求偶，在迷宫中存放自己的财宝，在迷宫中死亡。迷宫不仅仅是牛头人的一个巢穴，也是用来保护自己的财宝、抓捕冒失的猎物的工具，就像蜘蛛的网一样。
牛头人很喜欢土巨怪遗弃的巢穴，这样他们只需要花费少量时间和精力就可以在原有的基础上建造起宏大复杂的地下迷宫。否则他们会利用兽人、地精、狗头人等，胁迫他们在坑道中挖掘，或者布置新的陷阱，将自己的迷宫变得更加复杂。当冒险者在墙上划线或者做记号来记录已经走过的路线时，牛头人会偷偷的会擦掉记号，或是在冒险者未走过的路口加上标记，使冒险队伍陷入混乱和困惑，逐渐疲惫不堪，在迷宫中绕来绕去而落入两重、三重甚至多重复合陷阱。
如同蜘蛛结网一般，当一个地区的食物逐渐被消耗殆尽后，牛头人会寻找另一个合适的地点修建新的迷宫，每个迷宫都比前一个更加复杂、庞大、精巧。成年牛头人一生一般会建造三到四个地宫。

## 和其他种族的关系
牛头人有着强烈的领土观念，一般胆敢闯入其迷宫巢穴的智能生物几乎很难和其共存，最后的结局总是大打出手。牛头人尤其憎恨豺狼人，一看到它们就会立即尽力将其杀死。
牛头人有时会将一些特殊的怪物放置在迷宫中，例如拟箱怪、斗篷怪（蛰伏伪怪）、尖叫蕈、包头怪（暗幕魔兽）和土埪虫等，也会利用食腐虫和果冻怪来清理垃圾。
在被遗忘的国度中，黑暗精灵将牛头怪作为奴隶，利用其强烈的守巢意识来看守重要的地点。魔索布莱城的班瑞家族就拥有25只牛头怪。

## 相关的文学和游戏
在龙枪系列小说中，修玛忠实的战友喀斯（Kaz）就是一名牛头人。他们的故事在《修玛前传》中有具体描述。
在黑暗精灵崔斯特的故事中，精灵血脉系列之二：《无星之夜》小说的第三章讲述了贾拉索进入魔索布莱城的班瑞家族时的情景：当他穿过狭窄的入口走廊时，贾拉索向那些看不见的守卫者（很可能是班瑞主母最爱用的巨型牛头怪奴隶）抬了抬帽子，走廊夹在几道裂口之间，毫无疑问里面排着早备下的死亡长枪。……
在电脑游戏英雄无敌中，牛头人是地下城的五阶兵种。
在网络游戏魔兽世界中的牛头人是暴雪自行设计的一个种族，和龙与地下城的牛头人并不相同。